# Diocus lycenchelus
Diocus lycenchelus är en kräftdjursart som beskrevs av Hogans och Sulak 1992. Diocus lycenchelus ingår i släktet Diocus och familjen Chondracanthidae. Inga underarter finns listade i Catalogue of Life.